# CD Trofense
Der Clube Desportivo Trofense ist ein 1930 gegründeter Fußballverein aus der portugiesischen Stadt Trofa im Distrikt Porto. Höhepunkt der Vereinsgeschichte war die Saison 2008/09, als der Klub in der ersten Liga Portugals spielte. Das Heimstadion ist das Estádio do Clube Desportivo Trofense, welches 5017 Zuschauern Platz bietet. In der Saison 2021/22 spielte der CD Trofense in der zweitklassigen Segunda Liga.

## Geschichte
Mit dem Fußballspielen wurde in Trofa 1927 begonnen, 1930 kam es zur offiziellen Gründung des CD Trofense. Zwischen 1935 und 1950 ruhte der Meisterschaftsfußball aber.
Zum 75-jährigen Jubiläum 2002 gelang dem Verein erstmals der Aufstieg in die Segunda Liga, wo er in seinem ersten Jahr den 11. Platz belegte. Nach der Saison 2007/08 war der Verein Zweiter der Liga und stieg damit erstmals in höchste Liga auf, stieg aber nach der Saison 2008/09 als Tabellenletzter umgehend wieder ab. Einige Ergebnisse des Erstligajahres, wie ein 2:0-Erfolg gegen den Spitzenverein Benfica Lissabon, blieben aber in nachhaltiger Erinnerung.